# Operação justaposição
Seja {\displaystyle (X,\tau )} um espaço topológico, {\displaystyle \Omega (X,x_{0},x_{1})} o conjunto de todos os caminhos contínuos de {\displaystyle x_{0}} até {\displaystyle x_{1}},{\displaystyle \Omega (X,x_{1},x_{2})} o conjunto de todos os caminhos contínuos de {\displaystyle x_{1}} até {\displaystyle x_{2}}  e {\displaystyle \alpha :[0,1]\rightarrow X\,\,\in \Omega (X,x_{0},x_{1})} e {\displaystyle \beta :[0,1]\rightarrow X\,\,\in \Omega (X,x_{1},x_{2})} dois caminhos em {\displaystyle X}.
A  operação justaposição entre caminhos de um espaço topológico, denotada por {\displaystyle \alpha *\beta }, e definida por:
{\displaystyle \Omega (X,x_{0},x_{1})\times \Omega (X,x_{1},x_{2})\rightarrow \Omega (X,x_{0},x_{2})}
{\displaystyle (\alpha ,\beta )\mapsto \alpha *\beta }
Onde {\displaystyle \alpha *\beta } denota o caminho justaposto:
{\displaystyle \alpha *\beta ={\begin{cases}\alpha (2t),0\leq t\leq {\dfrac {1}{2}},\\\beta (2t-1),{\dfrac {1}{2}}\leq t<1\end{cases}}}
Observe-se que a operação justaposição não é associativa. Com efeito, sejam:
{\displaystyle \alpha \in \Omega (X,x_{0},x_{1})}
{\displaystyle \beta \in \Omega (X,x_{1},x_{2})}
{\displaystyle \gamma \in \Omega (X,x_{2},x_{3})}
Tem-se:
{\displaystyle (\alpha *\beta )*\gamma ={\begin{cases}\alpha (2t)\,\,0\leq t\leq {\dfrac {1}{2}},\\\beta (4t-2)\,\,{\dfrac {1}{2}}\leq t\leq {\dfrac {3}{4}},\\\gamma (4t-3)\,\,{\dfrac {3}{4}}\leq t\leq 1\end{cases}}}
e
{\displaystyle \alpha *(\beta *\gamma )={\begin{cases}\alpha (4t)\,\,0\leq t\leq {\dfrac {1}{4}}\\\beta (4t-1)\,\,{\dfrac {1}{4}}\leq t\leq {\dfrac {1}{2}}\\\gamma (2t-2)\,\,{\dfrac {1}{2}}\leq t\leq 1\end{cases}}}
Notamos que os caminhos {\displaystyle (\alpha *\beta )*\gamma } e {\displaystyle \alpha *(\beta *\gamma )}  são diferentes, porém, podemos mostrar que são homotópicos. De fato, basta considerar a homotopia:
{\displaystyle H:[0,1]\times [0,1]\rightarrow X}
{\displaystyle H(t,s)={\begin{cases}\alpha \left({\dfrac {4t-s}{s+1}}\right);\,\,\,\,0\leq t\leq {\dfrac {s+1}{4}},\\\beta (4t-s-1);\,\,\,\,{\dfrac {s+1}{2}}\leq t\leq {\dfrac {s+2}{4}},\\\gamma \left({\dfrac {4t-s-2}{2-s}}\right);\,\,\,\,{\dfrac {s+2}{4}}\leq t\leq 1\end{cases}}}
Se considerarmos então como "equivalentes" dois caminhos homotópicos, teremos a associatividade da operação justaposição. A operação, agora entre classes de homotopia {\displaystyle [\alpha ]} e {\displaystyle [\beta ]}, denotaremos por {\displaystyle \cdot }. Assim, quando consideramos o conjunto {\displaystyle \Omega (X,x_{0})} de todos os lacetes com ponto base em {\displaystyle x_{0}}, a relação de equivalência {\displaystyle {\mathcal {R}}}  como   {\displaystyle \alpha {\mathcal {R}}\beta } se, e só se {\displaystyle \alpha } é homotópico a {\displaystyle \beta } e tomamos o quociente:
{\displaystyle {\dfrac {\Omega (X,x_{0})}{\mathcal {R}}}}
temos que este conjunto com a operação justaposição entre classes de homotopia é um grupo, o qual denotamos por:
{\displaystyle \Pi _{1}(X,x_{0})=\left({\dfrac {\Omega (X,x_{0})}{\mathcal {R}}},\cdot \right)}
e denominamo-lo por grupo fundamental.